# Kopertijd in Europa
De kopertijd in Europa duurde ruwweg van 5000 tot 2000 v.Chr. Ze ontwikkelde zich vanaf de voorgaande neolithische periode en werd gevolgd door de bronstijd.
Hoewel de periode vernoemd is naar het eerste verschijnen van koperen artefacten, bleven deze zeldzaam. Ook in gebieden waar geen of weinig koperen voorwerpen gevonden werden, was het een periode van grote sociale en economische veranderingen, met het verschijnen van de eerste belangrijke sociale stratificatie en waarschijnlijk de komst van Indo-Europese sprekers uit de Pontische Steppe. De economie van de kopertijd was, zelfs in de regio's waar nog geen koper werd gebruikt, niet langer die van boerengemeenschappen en -stammen. Sommige materialen werden op specifieke locaties geproduceerd en over grote regio's gedistribueerd. In sommige gebieden was de mijnbouw van metaal en steen bijzonder ontwikkeld, samen met de verwerking van die materialen tot waardevolle goederen.

## Vroege kopertijd

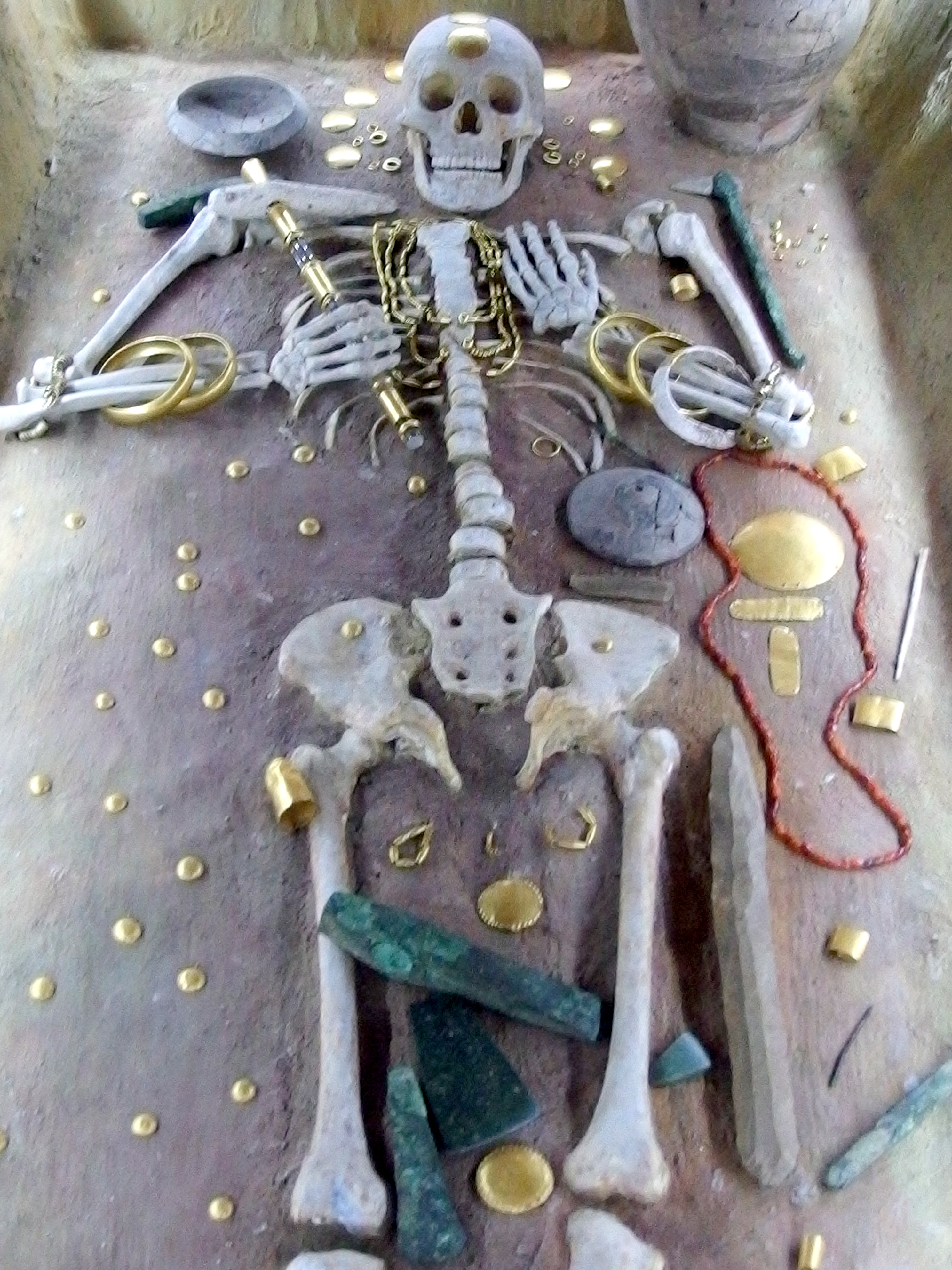
Reconstructie van een elitebegrafenis, ca. 4500 v.Chr., Varnacultuur, Bulgarije

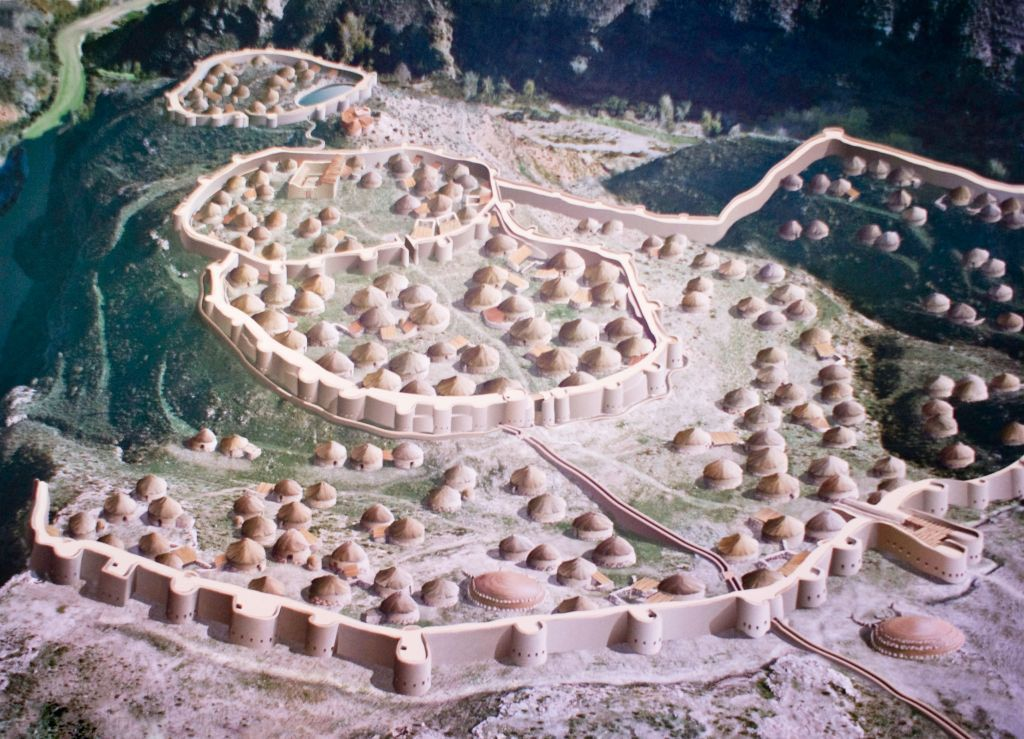
Los Millares, ca. 3000 v.Chr., Spanje

### Opkomst van de Donauculturen
In 2007 werd op een site van de Vinčacultuur in Pločnik een koperwerkplaats met een oven en koperen gereedschappen voorlopig gedateerd op 5500 v.Chr. Indien correct, zou dit betekenen dat de kopertijd in Europa 500 jaar of eerder zou kunnen zijn begonnen dan eerder werd gedacht. In december 2013 werd melding gemaakt van de ontdekking in Pločnik van een tinbronzen folie daterend uit c. 4650 v.Chr. Dit was het oudste tinbrons dat tot dan toe ter wereld is gevonden.  
Koper werd eerst in  Zuidoost-Europa, daarna in Oost- en Centraal-Europa gebruikt. In het Balkan-Donaugebied begon een periode van  culturele bloei, welke door verschillende auteurs als de Donaubeschaving of Oud-Europa beschreven werd. 

### Indo-Europese migraties
Vanaf ca. 3500 was er een migratie van mensen vanuit de Pontisch-Kaspische Steppe (Jamnacultuur) naar het westen, waardoor een meervoudig complex ontstond dat bekend staat als de Sredny Stogcultuur. Deze cultuur verving de Dnjepr-Donetscultuur en migreerde naar het noordwesten, naar de Oostzee en Denemarken, waar ze zich vermengde met de plaatselijke trechterbekercultuur. Volgens de Koerganhypothese zou dit gecorreleerd zijn met de verspreiding van Indo-Europese talen. 
Tegen het einde van de periode liet een andere tak van het Jamna-complex haar sporen achter in het beneden-Donaugebied (Cernavodăcultuur), in wat een nieuwe Indo-Europese invasie lijkt te zijn geweest. Ondertussen absorbeerde de Lengyelcultuur van het Donaugebied gedurende een aantal eeuwen haar noordelijke buren in het huidige Tsjechië en Polen, maar trok zich in de tweede helft van de periode terug. In Bulgarije en Zuid-Roemenië ontwikkelde zich met de Boiancultuur een hierarchie met een duidelijk vorstelijke begraafplaats nabij de kust van de Zwarte Zee. Dit model lijkt later in de Tisza-regio te zijn overgenomen met de Bodrogkereszturcultuur. Arbeidsdeling, sociale stratificatie en mogelijk het risico van invasies kunnen de redenen achter deze ontwikkeling zijn geweest.
In de Rijn- en Seine-bekkens verdrong de Michelsbergcultuur de voorafgaande Rössencultuur. Ondertussen kwamen in het Middellandse Zeegebied verschillende culturen, met name de Chasseycultuur in Zuidoost-Frankrijk en de Lagozzacultuur in Noord-Italië, samen in een functionele unie, waarvan het belangrijkste kenmerk het distributienetwerk van honingkleurige vuursteen was. Tekenen van conflicten zijn duidelijk, aangezien veel skeletten gewelddadige verwondingen vertonen. Dit was de tijd en het gebied waar Ötzi woonde, een man wiens goed bewaarde lichaam in de Alpen werd gevonden.
Het meest significant in deze periode was de reorganisatie van de Donauculturen in de machtige Badencultuur (ca. 3300 v.Chr.), die zich uitstrekte over het centrale Donaubekken. De rest van de Balkan werd grondig geherstructureerd na de invasies van de voorgaande periode, maar met uitzondering van de Coțofenicultuur in een bergachtig gebied, vertoont het geen duidelijke Oost- Europese of vermeende Indo-Europese trekken. De Ezerocultuur in Bulgarije vertoonde de eerste aanwezigheid van arseenbrons, net als de eerste belangrijke Egeïsche groep, de Cycladische cultuur vanaf ca. 2800 v.Chr.
Na ca. 2600 v.Chr. waren verschillende verschijnselen een voorafschaduwing van de veranderingen van de komende periode. Grote steden met stenen muren verschenen in twee verschillende delen van het Iberisch schiereiland. In de Portugese regio Estremadura ontstond de Vila Nova de São Pedrocultuur, sterk ingebed in de Atlantische megalithische cultuur. In Zuidoost-Spanje was dit gecentreerd rond de grote stad Los Millares, met een mediterraan karakter, waarschijnlijk beïnvloed door culturele invloeden vanuit het oostelijke Middellandse Zeegebied (tholoi). Ondanks de vele verschillen leken deze twee beschavingen contact te onderhouden en productieve uitwisselingen te hebben. In de Dordogne ( Aquitanië, Frankrijk) verscheen een nieuwe cultuur van boogschutters, de Artenaccultuur, die spoedig de controle over West- en zelfs Noord-Frankrijk en België zou overnemen.  
In Polen en nabijgelegen regio's reorganiseerden en consolideerden de vermoedelijke Indo-Europeanen zich met de kogelamforacultuur. Niettemin had de invloed van vele eeuwen direct contact met de nog steeds machtige Donauvolken hun cultuur sterk veranderd.

## Late kopertijd

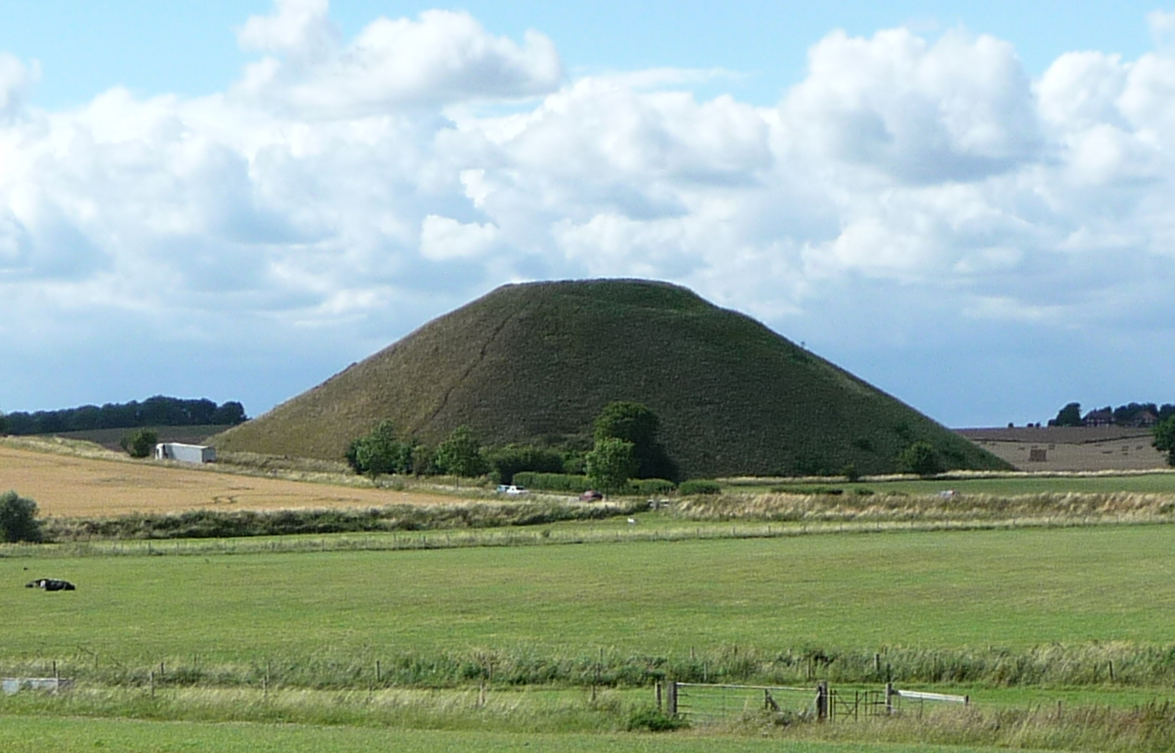
Silburyheuvel, ca. 2400 v.Chr., Engeland

Deze periode strekte zich uit van ca. 2500 v.Chr. tot ca. 1800 of 1700 v.Chr., afhankelijk van de regio. Het Egeïsche gebied bevond zich al volledig in de bronstijd. 
Rond 2500 v.Chr. ontstond de catacombencultuur uit de westelijke Jamna-volkeren. De Jamna-volkeren speelden mogelijk ook een belangrijke rol in de transformatie van de kogelamforacultuur naar de nieuwe touwbekercultuur. 
Rond 2400 v.Chr. breidde de touwbekercultuur zich uit naar de Donau- en Scandinavische gebieden van West-Duitsland. Een verwante tak, de enkelgrafcultuur, viel Denemarken en Zuid-Zweden binnen. Het midden-Donaubekken, hoewel het meer continuïteit vertoonde,vertoonde  ook duidelijke kenmerken van nieuwe Indo-Europese elites (Vučedolcultuur). Tegelijkertijd bereikten de Artenac-volkeren in het westen België. Met uitzondering van Vučedol verdwenen de Donauculturen, die nog maar een paar eeuwen geleden zo levendig waren, van de kaart van Europa. 

### Klokbekerfenomeen
De rest van de periode werd bepaald door een nog niet geheel begrepen fenomeen, de klokbekercultuur. Deze groep lijkt een handelskarakter te hebben gehad, en haar leden werden bij voorkeur begraven volgens een zeer specifiek, vrijwel onveranderlijk ritueel. Buiten hun oorspronkelijke gebied in West-Centraal-Europa verschenen ze steeds binnen lokale culturen, zodat het lijkt dat ze tussen die volkeren gingen leven maar hun manier van leven behielden. 
Vanaf ca. 2300 v.Chr. verscheen het eerste klokbekeraardewerk in Bohemen en breidde zich in vele richtingen uit, maar vooral westwaarts, langs de Rhône en de kusten, en bereikte de Vila Nova de São Pedrocultuur (Portugal) en Catalonië (Spanje) als grens. Gelijktijdig maar niet gerelateerd, raakte ca. 2200 v.Chr. in het Egeïsche gebied de Cycladische cultuur in verval en werd vervangen door de nieuwe paleisfase van de Minoïsche cultuur van Kreta.
De tweede fase van het klokbekeraardewerk (vanaf ca.2100 v.Chr.) werd gekenmerkt door de verplaatsing van het centrum van dit fenomeen naar Portugal, binnen de Vila Nova de São Pedrocultuur. De invloed van dit nieuwe centrum bereikte heel Zuid- en West-Frankrijk, maar was afwezig in het zuiden en westen van het Iberisch schiereiland, met de opmerkelijke uitzondering van Los Millares. Na ca. 1900 v.Chr. keerde het centrum van het klokbekeraardewerk terug naar Bohemen, terwijl er in Iberië een decentralisatie van het fenomeen plaatsvond, met centra in Portugal maar ook in Los Millares en Ciempozuelos.